# ديفيد أدو
ديفيد أدو (بالإنجليزية: David Addo)‏ هو لاعب كرة قدم غاني في مركز الدفاع، ولد في 9 فبراير 1983 في غانا. لعب مع ليبرتي بروفشنالز ‏.